# Geographische Gesellschaft in Hamburg
Die Geographische Gesellschaft in Hamburg ist ein eingetragener Verein, der es sich zum Ziel gesetzt hat, die Geographie zu fördern. Gegründet wurde sie im Jahre 1873.

## Verein
Der Verein wurde 1873 gegründet. Ludwig Friederichsen war ihr erster Sekretär.
Die Gesellschaft versteht sich selbst als Bindeglied zwischen der Geographie an den Universitäten auf der einen und der Geographie in praktischen Anwendungen auf der anderen Seite. Regelmäßig werden Vortragsreihen und Exkursionen organisiert, des Weiteren gibt sie eine Schriftenreihe heraus und betreibt eine eigene Bibliothek. Vorstand und Nachfolger von Gerhard Oberbeck ist zurzeit Jürgen Oßenbrügge. Die Vereinsarbeit umfasst sowohl internationale Themen als auch regionale Themen. Auch unterschiedliche Bereiche der Geographie wie Naturgeographie, Landwirtschaft oder Raumordnung werden abgedeckt.